# Placentia
Pour les articles homonymes, voir Plaisance.
Placentia est une ville de la péninsule d'Avalon dans la province de Terre-Neuve-et-Labrador au Canada, regroupant les communes de Jerseyside, Freshwater, Dunville et Placentia. Le recensement de 2006 y dénombre 3 898 habitants, 11,9 % de moins qu'en 2001. La ville fut fondée par les colons français sous le nom de Plaisance au milieu du XVIIe siècle.

## Histoire
Les pêcheurs basques pêchaient dans le secteur des Grands Bancs de Terre-Neuve dès le début du XVIe siècle, utilisant la rade de Plaisance ou Plazenta comme centre saisonnier des opérations. L'historien Richard Hakluyt mentionne dans ses récits qu'un navigateur anglais, George Drake, avait visité Plaisance en 1592 et y avait noté la présence d'une soixantaine de bateaux basques. Plazenta dans la langue basque dérive du placentia latin signifiant lieu d'agrément. Le site comporte une grande plage rocheuse permettant le séchage des poissons. 
En 1655, les Français, installés sur plus de la moitié des côtes de l'île de Terre-Neuve et la majeure partie du Canada atlantique, font de Plaisance un port important. Le Royaume de France y nomme son premier gouverneur en la personne de Sieur de Kéréon. En 1658, Louis XIV octroya à Nicolas Gargot de La Rochette, capitaine au long cours, le port de Plaisance, à titre de fief héréditaire, ainsi qu'une vaste concession s'étendant sur vingt-six lieues de profondeur dans la région du sud de Terre-Neuve. En 1660, Nicolas Gargot est nommé gouverneur de Plaisance en remplacement du Sieur de Kéréon.
Des forts, dont le fort Louis qui contrôlait l'entrée du port, sont construits et des garnisons de soldats y sont maintenues. La côte ouest de l'île était nommée Chapeau-rouge, et la côte nord et nord-est, Petit-Nord. Les Anglais occupaient la côte est entre Bonavista et Fermeuse. C'est la plus grosse citadelle ou fortification jamais construite sur l'île de Terre-Neuve. Elle n'abrite néanmoins jamais plus de 300 soldats des compagnies franches de la marine. C'est à partir de là que les Français lanceront plusieurs attaques contre les côtes anglaises, et bien qu'habituellement inférieurs en nombre, ils parviendront à causer de lourdes pertes aux Anglais et à fortement décourager les colons anglophones de la région de Fermeuse et de Férrillon. Malheureusement, leur petit nombre les empêchera de tenir les forts pris aux Anglais, qu'ils se verront obligés de détruire ou de rendre lorsque les renforts anglais, plus prompts que les renforts de France, se montreront. C'est là qu'on trouve aussi une petite flotte protégeant le golfe du Saint-Laurent, qui sera plus tard déplacée à Louisbourg. Le port était très prisé comme plate-forme commerciale entre la métropole, la Nouvelle-France et les Antilles, et parfois même la Nouvelle-Angleterre, entre autres parce que les glaces s'en retiraient plus vite au printemps. Les grèves étaient utilisées pour le séchage de la morue.
L'industrie de la pêche à la morue était d'une très grande importance pour la France et l'Angleterre. C'est pourquoi les colonies de Plaisance et de St John's recevaient l'aide des couronnes des deux royaumes. En même temps, les conflits étaient omniprésents entre Français et Anglais pour la prédominance du lucratif marché de la pêche, notamment en temps de guerre. Durant deux cents ans, de 400 à 800 navires partirent chaque année en mars des ports de Dieppe, de Fécamp, de Granville et de Saint-Malo afin de passer six mois sur les bancs de pêche de Terre-Neuve.
Les historiens croient que, si la colonie de Plaisance a pu résister longtemps aux Anglais, c'est à cause de la contribution des corsaires français qui semaient la terreur chez leurs ennemis, la France n'ayant plus les ressources militaires lui permettant de garantir la sécurité de sa petite colonie. Il existait aussi des corsaires anglais, lesquels tentèrent à deux reprises (1690 et 1692) de saccager Plaisance. Pendant l’été de 1702, pour ne prendre que cet exemple, des corsaire anglais brûlèrent les vigneaux français à Trepassey, à St Mary's, à Colinet et à St Lawrence; ils détruisirent également le fort de l'île Saint-Pierre. Régulièrement, Anglais et Français commettaient ce genre d'exaction et saccageaient tout ce qui se trouvait sur leur chemin. En 1711, la marine britannique attaqua à son tour Plaisance; bien qu'elle disposât de 15 bâtiments, de 900 canons et de 4 000 hommes, elle ne réussit pas à prendre la ville.
C'est en représailles contre des corsaires anglais que le Canadien Pierre Le Moyne d'Iberville (1661-1706), surnommé «le Cid canadien», s'illustra à Terre-Neuve durant l'hiver de 1696-1697, avec une flotte de trois navires et l'aide de 200 miliciens canadiens et d'Amérindiens alliés. Avec la « collaboration » du gouverneur Jacques-François de Monbeton de Brouillan (les deux hommes ne s'entendaient pas), il détruisit presque tous les postes anglais échelonnés sur la côte orientale de l'île, soit une quinzaine, dont le chef-lieu St John's (qui devint provisoirement Saint-Jean); il massacra plus de 200 Anglais et fit plus de 700 prisonniers; il s'appropria ou anéantit plus de 370 bateaux de pêche. À la fin de l'expédition, en mars 1697, il ne restait plus aux Anglais que deux petites agglomérations, Bonavista et Carbonear. Pendant cette période de quatre mois d'offensive, d'Iberville avait fait disparaître 36 postes de pêche anglais. Ce fut la campagne la plus importante et la plus dévastatrice de la carrière de Le Moyne d'Iberville. Jamais les Français n'avaient frappé les Anglais aussi fort.
En 1713, le Traité d'Utrecht force les Français à abandonner la majeure partie de leurs établissements de Terre-Neuve, et Plaisance devient Placentia et possession britannique. Les habitants seront déplacés vers l'Île Royale où débute la construction de Louisbourg. Pendant la guerre, les Anglais ne réussirent jamais à capturer les forts de Plaisance. 
Les Français conserveront cependant à long terme des droits de pêche sur la côte ouest et la côte nord de l'île de Terre-Neuve, que ni eux ni les Anglais n'avaient par contre le droit d'habiter de manière permanente. La France conservait ainsi la possibilité de pêcher dans les Grands Bancs, comme elle l'avait fait depuis deux cents ans. Elle a conservé à ce jour la souveraineté sur les îles Saint-Pierre-et-Miquelon, ainsi qu'une partie de l'île Verte.  
Pendant un certain temps dans les années 1700, Placentia a rivalisé avec Saint-Jean par sa taille et son importance, et le futur roi du Royaume-Uni Guillaume IV y a séjourné en 1786.
|  |  |  |

## Démographie
| 2001  | 2006  | 2011  | 2016  |
| ----- | ----- | ----- | ----- |
| 4 426 | 3 898 | 3 643 | 3 496 |

## Économie
Malgré une relative et récente reprise due à des investissements de l'entreprise minière canadienne Inco, la situation économique de Placentia est difficile en raison de la fermeture de la base américaine d'Argentia en 1994, suivie du moratoire sur la pêche à la morue quelques années plus tard.

## Personnalités
La quadruple championne olympique de natation Janet Evans, de nationalité américaine, est née à Placentia en 1971.